# Markgrafenstraße
Markgrafenstraße – ulica w Berlinie, w Niemczech, przebiegająca przez dzielnice Mitte w okręgu administracyjnym Mitte i Kreuzberg w okręgu administracyjnym Friedrichshain-Kreuzberg.

## Historia
Ulica została wytyczona w 1706 roku na przedmieściu Friedrichstadt. Początkowo kończyła się przy obecnej Kochstraße a w 1733 roku została przedłużona do Unter den Linden. Tu dobiegała do ogrodu przy pałacu margrabiego (niem. Markgraf) zu Brandenburg-Schwedt Philippa Wilhelma – stąd też jej nazwa. W latach 1968–91 jej odcinek pomiędzy Behren- i Zimmerstraße w dzielnicy Mitte nosił nazwę Wilhelm-Külz-Straße.

## Obiekty
nr 46 – gmach Markgrafenstraße 46 objęty ochroną zabytków